# Житков, Александр Васильевич
Александр Васильевич Житков (1833 — 1901) — русский контр-адмирал.

## Биография
Родился в Николаеве в семье потомственного дворянина Василия Степановича Жидкова, сына трубчевского купца Степана Владимировича Жидкова (ум. в 1825), ещё в 1791 году строившего в Николаеве дома для офицеров, казначея штаба Черноморского флота, «чиновника 8-го класса и кавалера», и его супруги Анны Яковлевны. У Жидковых было 8 детей, в том числе старший брат Николай (1829—?), старшая сестра Елена (1831—?), и младшие братья: Владимир (1836—1899), Аполлон (1839—?), Пётр (1840—?) и Степан (1853—1921) — отец писателя Бориса Житкова. Владимир также стал контр-адмиралом; Пётр был гласным Николаевской городской думы.
В службу Александр Васильевич Житков вступил юнкером 3 сентября 1849 года; 16 апреля 1852 года был зачислен в Черноморскую школу флотских юнкеров и 6 мая 1853 года произведён в чин мичмана. На корабле «Ростислав» участвовал в Синопском сражении и «за точное исполнение обязанностей и присутствие духа» 18 декабря 1853 года был произведён в чин лейтенанта. В 1854—1855 годах командовал Волынским редутом при обороне Севастополя, награждён орденами Св. Анны 3-й степени с мечами и Св. Анны 4-й степени с надписью «За храбрость». В 1857 году на корвете «Удав» перешел из Кронштадта в Севастополь. В 1858 году награждён орденом Св. Станислава 2-й степени. Спустя три года, 28 марта 1861 года, был уволен для службы на коммерческих судах; 1 января 1863 года произведён в капитан-лейтенанты; 1 января 1873 года — в чин капитана 2-го ранга; 1 января 1875 года — капитана 1-го ранга. После возвращения 16 апреля 1878 года на действительную службу, в том же году «за 25-летнюю беспорочную службу в офицерских чинах» был награждён орденом Св. Владимира 4-й степени с бантом. 29 декабря 1880 года уволен от службы с производством в чин контр-адмирала.
Жил в Одессе. Служил в РОПиТе («Российском обществе пароходов и торговли»).
Умер 15 января 1901 года[по какому календарю?]. Похоронен на Старом кладбище в Одессе.